# 太陽と埃の中で I
『太陽と埃の中で I』（太陽と埃の中で　ワン）は、CHAGE&ASKA（現：CHAGE and ASKA）のライブ・ビデオ。
1991年3月21日にVHSとLDで、発売された。発売元はポニーキャニオン。

## 背景
本作は、『CONCERT TOUR'90~'91 "SEE YA!!"』の模様を収録したもの。

## リリース
同コンサートの模様を収録した『太陽と埃の中で II』と同時発売。
ラストには「太陽と埃の中で」のPVが収録されている。
その後、2009年に販売された『CHAGE and ASKA LIVE DVD BOX 3』に『CONCERT TOUR 1990-1991 "SEE YA!"』として、全曲収録された。

## 収録曲
1. 〜opening film〜
2. DO YA DO
作詞・作曲：飛鳥涼
3. ゼロの向こうのGOOD LUCK
作詞・作曲：飛鳥涼
4. Reason
作詞：澤地隆　作曲：CHAGE
5. SOME DAY
作詞：澤地隆　作曲：CHAGE
6. モナリザの背中よりも
作詞・作曲：飛鳥涼
7. PRIDE
作詞・作曲：飛鳥涼
8. 太陽と埃の中で (PV)
作詞・作曲：飛鳥涼